# سوبهاش تشاندرا بوز
سوبهاس تشاندرا بوس (23 يناير 1897 - 18 أغسطس 1945) كان أحد رموز حركة الاستقلال الهندية، تجربته الوطنية جعلت منه بطلا في الهند. تاريخه النضالي القومي جعل منه شخصية شبه أسطورية ليس فقط في بلده الأصلي البنغال، ولكن في جميع أنحاء الهند. أثناء الحرب العالمية الثانية استعان بألمانيا النازية والإمبراطورية اليابانية وأسس الجيش الوطني الهندي من أجل التخلص من الاستعمار البريطاني للهند. اختفائه المفاجئ بعد عام 1945، أدى إلى شيوع أقوال مختلفة حول نهايته بعضها يشير إلى إمكانية بقاءه.

## روابط خارجية
- سوبهاش شاندرا بوز على موقع IMDb (الإنجليزية)
- سوبهاش شاندرا بوز على موقع الموسوعة البريطانية (الإنجليزية)
- سوبهاش شاندرا بوز على موقع مونزينجر (الألمانية)
- سوبهاش شاندرا بوز على موقع ميوزك برينز (الإنجليزية)